# Goran Sukno
Goran Sukno (ur. 6 kwietnia 1959 w Dubrowniku) – chorwacki piłkarz wodny. W barwach Jugosławii złoty medalista olimpijski z Los Angeles.

## Życiorys
Mierzący 188 cm wzrostu zawodnik w 1984 wspólnie z kolegami triumfował w rywalizacji waterpolistów, była to jego jedyna olimpiada. Reprezentował klub Jug z miasta swego urodzenia. W reprezentacji Jugosławii zagrał 121 razy. Jego synowie także są waterpolistami, Sandro reprezentantem Chorwacji.